# Pachydillo pauperculus
Pachydillo pauperculus är en kräftdjursart som först beskrevs av Barnard 1932.  Pachydillo pauperculus ingår i släktet Pachydillo och familjen Armadillidae. Inga underarter finns listade i Catalogue of Life.